# Per Schöldberg
Per Anders Stefan Schöldberg, född 26 december 1962 i Sjösås församling i Kronobergs län, är en svensk politiker (centerpartist). Han var ordinarie riksdagsledamot 2019–2022, invald för Kronobergs läns valkrets.
Schöldberg kandiderade i riksdagsvalet 2018 och blev ersättare. Han utsågs till ny ordinarie riksdagsledamot från och med 12 mars 2019 sedan Eskil Erlandsson avsagt sig uppdraget som riksdagsledamot.
I riksdagen var Schöldberg ledamot i konstitutionsutskottet 2021–2022. Han var även ledamot i ledamotsrådet 2021–2022, ledamot i riksdagens styrgrupp för bilaterala demokratifrämjande samarbete 2020–2022 och ledamot i riksdagens råd för Riksrevisionen 2021–2022. Schöldberg var suppleant i bland annat konstitutionsutskottet och näringsutskottet.